# Krzysztof Kukułka
Krzysztof Kukułka OFMConv (Jaworzyna Śląska, Baixa Silésia, Polônia, 20 de janeiro de 1959) é Administrador Apostólico Emérito do Uzbequistão.
Krzysztof Kukułka ingressou na Ordem Menorita e foi ordenado sacerdote em 1º de junho de 1985.
Em 29 de setembro de 1997, o Papa João Paulo II o nomeou Superior Apostólico do Uzbequistão. Com a elevação da missão sui juris em 22 de março de 2005 à administração apostólica, tornou-se o primeiro administrador apostólico do Uzbequistão. Ele renunciou ao cargo em 1º de abril de 2005.